# José Antonio Velutini
José Antonio Velutini Ron (Chaguaramal de Perales, actualmente Zaraza, Venezuela, 20 de febrero de 1844-Caracas, 8 de noviembre de 1912) fue un militar, político y diplomático venezolano, que ocupó cargos de congresista, presidente de estado, embajador, ministro y vicepresidente de Venezuela. Obtuvo numerosas condecoraciones por sus logros políticos y militares.

## Biografía
Hijo de Vicente José María Velutini Ilarione, (inmigrante originario de Córcega, que llegó a Venezuela en la década de 1830 y ayudó a reconstruir el Chaguaramal El Batey, población que dio origen a Zaraza, estado Guárico) y de María Clarisa Ron Moreno. Su familia se traslada a Barcelona en 1854. José Antonio cursó estudios en Francia entre 1858 y 1863. A su retorno a Venezuela inicia su carrera pública bajo la protección de los Monagas. Se casó con Clementina Couturier Mariani, con quien tuvo nueve hijos: Isabel Modesta, Clarisa Rosalía, Julio César, Alberto Horacio, Clementina Andrea, Andrés Heraclio, José Antonio, Carmen Luisa y Basilio Horacio. Con Clara Antonia Rodríguez, tuvo un hijo: José Antonio Rodríguez.
En 1871 asume la presidencia del Estado Barcelona. Fue ministro de Crédito Público y ministro de Fomento durante las segunda y tercera presidencias de Antonio Guzmán Blanco, respectivamente. En 1888 participó en la fracasada expedición de la goleta Ana Jacinta como lugarteniente del expresidente Joaquin Crespo con la intención de derrocar al gobierno de Juan Pablo Rojas Paúl. En la fase final de la cacería naval que planteó la armada nacional el buque de guerra Libertador embistió a la Ana Jacinta, tocándole al general Velutini agitar un pañuelo blanco en señal de rendición. Paralelamente a esto, otras goletas que se encontraban cerca de Aruba y Curazao, la Washington, la Jenny Lind y la Columbita se retiraron. Estos buques conducían armamento comprado en los Estados Unidos, para ser utilizado en lo que sería la invasión de Venezuela por parte de las fuerzas expedicionarias crespistas.
Los conjurados fueron trasladados al Libertador y conducidos a La Guaira, a donde llegaron en la mañana del día 3 de diciembre. Al asumir nuevamente la presidencia el general Crespo, Velutini fue nombrado general en jefe de los ejércitos de la República el 7 de octubre de 1892. 
Fue ministro de Relaciones Interiores de Cipriano Castro y comandante de las fuerzas gubernamentales en las primeras fases de la Revolución Libertadora. Luego de la victoriosa campaña del gobierno de Castro en contra de los sublevados, fue ministro plenipotenciario para la negociación de la deuda con varias potencias europeas y embajador ante Francia y Gran Bretaña.
Fue vicepresidente de Venezuela en los años 1904-1905. Entre sus descendientes se encuentran varios destacados banqueros y financistas venezolanos: su hijo; Julio César Velutini Couturier y sus nietos, Andrés Velutini Ruiz y el poeta Juan Liscano.